# Perlon

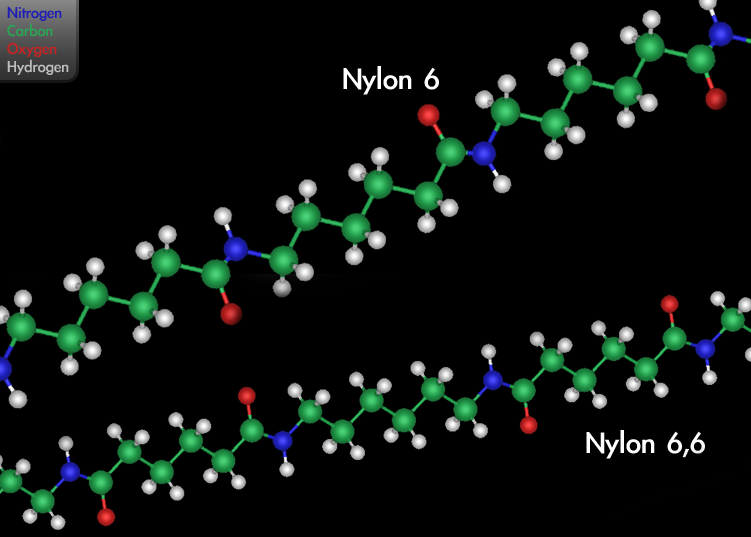

Perlon är varunamnet på nylon 6. Under andra världskriget användes perlon som material till fallskärmar. Från 1943 till damstrumpor.